# Château de Takasaki
Le château de Takasaki (高崎城, Takasaki-jō) est un château japonais situé à Takasaki au sud de la préfecture de Gunma au Japon. À la fin de l'époque d'Edo, il héberge une branche du clan Matsudaira, daimyos du domaine de Takasaki, mais le château est gouverné par un grand nombre de clans différents tout au long de son histoire. Le château est aussi connu sous le nom Wada-jō (和田城).

## Histoire
À la fin de l'époque de Heian, la zone autour de Takasaki est contrôlée par le clan Wada et Wada Yoshinobu construit un manoir fortifié sur les rives de la Karasu-gawa. Au cours de l'époque Muromachi, les Wada passent au service du clan Uesugi qui exerce la fonction de Kantō kanrei. Cependant, en 1561, Wada Narishige, furieux de la nomination d'Uesugi Kenshin à ce poste, fait défection pour le clan Takeda. Son fils, Wada Nobunari, passe à son tour au service du clan Odawara Hōjō. Lors du siège d'Odawara en 1590, Toyotomi Hideyoshi envoie une armée conduite par Uesugi Kagekatsu et Maeda Toshiie et détruit le château des Wada.
Après que Tokugawa Ieyasu a pris le contrôle de la région de Kantō en 1590, il assigne Ii Naomasa, un de ses plus grands Quatre généraux au château de Minowa voisin. Cependant, en 1597, Ieyasu ordonne à Ii Naomasa de construire une nouvelle forteresse sur le site des ruines du château des Wada car l'emplacement contrôle une jonction stratégique reliant le Nakasendō et le Mikuni Kaidō. Ii Naomasu s'installe sur le site en 1598, le renomme Takasaki et apporte avec lui la population de Minowa pour former le noyau d'une nouvelle jōkamachi (ville-château). À la suite de la bataille de Sekigahara en 1600, le clan Ii est affecté dans la province d'Ōmi et le château de Takasaki passe aux mains d'une succession de clans fudai daimyō, notamment les Sakai, les Andō et plusieurs branches du clan Matsudaira. Les Ōkōchi Matsudaira y prennent résidence en 1695, et mis à part un bref hiatus de 1710-1717, conservent le contrôle du château jusqu'à la fin de l'époque d'Edo.
En 1619, Andō Shigenobu commence un ambitieux projet de reconstruction qui dure soixante-dix-sept ans au cours des trois générations suivantes, reconstruction qui comprend un tenshu (donjon) à deux étages au centre et une yagura à un étage à chacune des directions cardinales. Le shogun Tokugawa Iemitsu exile son frère cadet Tokugawa Tadanaga au château de Takasaki en 1633 et lui ordonne d'y commettre seppuku en décembre de la même année.
En 1873, à la suite de la restauration de Meiji, la plupart des bâtiments du château sont détruits ou vendus et les fossés comblés. Avant la fin de la Seconde Guerre mondiale, la plupart des terrains de l'ancien château sont occupés par le 15e régiment d'infanterie de l'Armée impériale japonaise basé à Takasaki.
L'hôtel de ville et la bibliothèque de la ville de Takasaki sont situés sur ce qui faisait autrefois partie de l'enceinte du château. Parmi les structures restantes, l'un des yagura du château est resté entre des mains privées jusqu'en 1974 quand il a été acheté par la ville de Takasaki et transféré sur l'une des fondations de yagura dans la troisième motte castrale. Une des portes restantes du château, elle aussi une propriété privée, a été achetée et réinstallée dans le parc du château en 1980. Le shoin où Tokugawa Tadanaga s'est suicidé se trouve dans l'enceinte du proche temple bouddhiste Chōshō-ji où il sert de résidence au prêtre.